# Soroca
Soroca es una localidad de Moldavia, en el distrito (raión) de Soroca.
Se encuentra a una altitud de 69 m sobre el nivel del mar. 

## Demografía
Según el censo de 2010, la ciudad contaba con una población de 22 561 habitantes.

## Personas ligadas a Soroca
Sofía Ímber (Soroca 1924 - Caracas, Venezuela 2017 (92)) periodista y promotora del arte venezolana, fundadora del Museo de Arte Contemporáneo de Caracas.